# L'Épervier (film, 1933)
Pour les articles homonymes, voir Épervier (homonymie).
Pour plus de détails, voir Fiche technique et Distribution.
L'Épervier est un film français réalisé par Marcel L'Herbier, sorti en 1933.

## Synopsis
Le comte Georges de Dasetta (Charles Boyer), un gentilhomme hongrois, triche au jeu avec la complicité de sa femme, la belle Marina (Nathalie Paley). Écœurée à la longue de cette vie, celle-ci quitte son mari pour devenir la maîtresse d’un diplomate, René de Tierrache (Pierre Richard-Willm). Mais lorsqu’elle apprendra que Dasetta est gravement malade, elle lui reviendra, prise de pitié pour lui.

## Fiche technique
- Titre : L'Épervier
- Réalisation : Marcel L'Herbier assisté d'Ève Francis
- Scénario : Marcel L'Herbier et Jean George Auriol, d'après la pièce éponyme (1914) de Francis de Croisset
- Dialogues : Jean George Auriol
- Décors : René Moulaert
- Costumes : Jacques Manuel
- Photographie : Jules Kruger, René Ribault
- Musique : Henri Sauguet
- Son : Louis Bogé
- Société de production : Impérial Film
- Directeur de production : Léopold Schlosberg
- Pays d'origine :  France
- Format :  Noir et blanc - 1,33:1 - 35 mm - son mono
- Genre : Mélodrame (cinéma)
- Durée : 106 minutes
- Date de sortie : 
  - France : 17 novembre 1933

## Distribution
- Charles Boyer : Georges de Dasetta
- Natalie Paley : Marina de Dasetta
- Marguerite Templey : Mme de Tierrache
- George Grossmith Jr. : Erik Darkton
- Pierre Richard-Willm : René de Tierrache
- Viviane Romance
- Loni Nest
- Gérard Landry
- Christian-Gérard
- Jean Marais (non crédité)[1]
- Alberto Spadolini (it) (non crédité)[2]

## Autour du film
L’information non vérifiable, déclarant la présence du jeune acteur Jean Marais comme figurant dans ce film rare, n’a pu être confirmée à ce jour. Cela provient vraisemblablement d’une confusion avec le film Étienne  de Jean Tarride, sortie la même année, 1933. Voir à ce titre.